# Јон Клингберг
Јон Андерсон Клингберг (швед. John Andersson Klingberg — Гетеборг, 14. август 1992) професионални је шведски хокејаш на леду који игра на позицијама одбрамбеног играча.
Члан је сениорске репрезентације Шведске за коју је на међународној сцени дебитовао на светском првенству 2015. године. Са репрезентацијом је освојио и титулу светског првака на СП 2017. године.
Његов старији брат Карл такође је професионални хокејаш на леду.

## Каријера
Поникао је у редовима екипе Фрелунде у којој је након јуниорске започео и професионалну каријеру у сезони 2010/11. У лето 2010. учествовао је на улазном драфту НХЛ лиге где га је као 131. пика у 5. рунди одабрала екипа Далас старса. Одмах након драфта Клингберг потписује и професионални уговор са Старсима и као позајмљен играч америчког тима враћа се у Европу где у наредне три сезоне наступа за Јокерит, Шелефтео (са којим је у сезони 2012/13. освојио титулу првака Шведске) и Фрелунду.
Пре него што је заиграо у НХЛ лиги играо је неколико утакмица за екипу Тексас старса, филијалу Даласа у АХЛ лиги. У НХЛ-у је дебитовао 11. новембра 2014. у утакмици коју су Старси играли против Аризона којотса, а девет дана касније, такође у утакмици против Аризоне, постигао је и свој први погодак у лиги.